# Sant Joan d’Alacant
Sant Joan d’Alacant (spanyolul: San Juan de Alicante) község Spanyolországban, Alicante tartományban. Lakosainak száma 25 918 fő (2024).

## Fekvése
Sant Joan d’Alacant Alicante, El Campello és Mutxamel községekkel határos.

## Népesség
A település lakosságának változását az alábbi diagram mutatja:
| Lakosok száma | 17 017 | 19 027 | 20 430 | 21 939 | 22 554 | 22 804 | 22 897 | 23 915 | 24 363 | 25 918 |
|               | 2001   | 2004   | 2006   | 2009   | 2011   | 2014   | 2016   | 2019   | 2021   | 2024   |